# ایمن سودا
ایمن سودا (انگلیسی: Aymen Souda؛ زادهٔ ۲۸ فوریهٔ ۱۹۹۳) بازیکن فوتبال اهل فرانسه است.
از باشگاه‌هایی که در آن بازی کرده‌است می‌توان به باشگاه فوتبال ستاره ساحلی اشاره کرد.